# Rondeletia dolphinensis
Rondeletia dolphinensis là một loài thực vật thuộc họ Rubiaceae. Đây là loài đặc hữu của Jamaica.